# مركز كيا
مركز كيا (بالإنجليزية: Kia Center) هي ساحة داخلية تقع في وسط مدينة أورلاندو بولاية فلوريدا.